# Мікроканонічний ансамбль
Мікроканонічний ансамбль — це статистичний ансамбль усіх можливих станів ізольованої термодинамічної системи із певним значенням енергії.
При еволюції кожного зі станів мікроканонічного ансамблю повинні виконуватися закони збереження енергії, імпульсу й моменту імпульсу. 
Функція розподілу мікроканонічного ансамблю записується у вигляді 
{\displaystyle w={\text{const}}\cdot \delta (E-E_{0})\delta (\mathbf {P} -\mathbf {P} _{0})\delta (\mathbf {M} -\mathbf {M} _{0})}
де {\displaystyle \delta (x)} — дельта-функція Дірака, E — енергія, {\displaystyle \mathbf {P} } — імпульс, {\displaystyle \mathbf {M} } — момент кількості руху. 

## Температура
Для мікроканонічного ансамблю, як для ізольованої системи, температура не визначена. Проте, якщо виділити окремі об'єми в ізольованій системі, яка описується мікроканонічним ансамблем, то вони можуть обмінюватися з іншими об'ємами енергією й частинками, тому описуватимуться іншими ансамблями, й для них поняття температури має значення. 
Мікроканонічний ансамбль найпростіший зі статистичних ансамблів і не викликає особливого інтересу, крім того, що є основою для розгляду складніших ансамблів.